# Taifa de Baeza

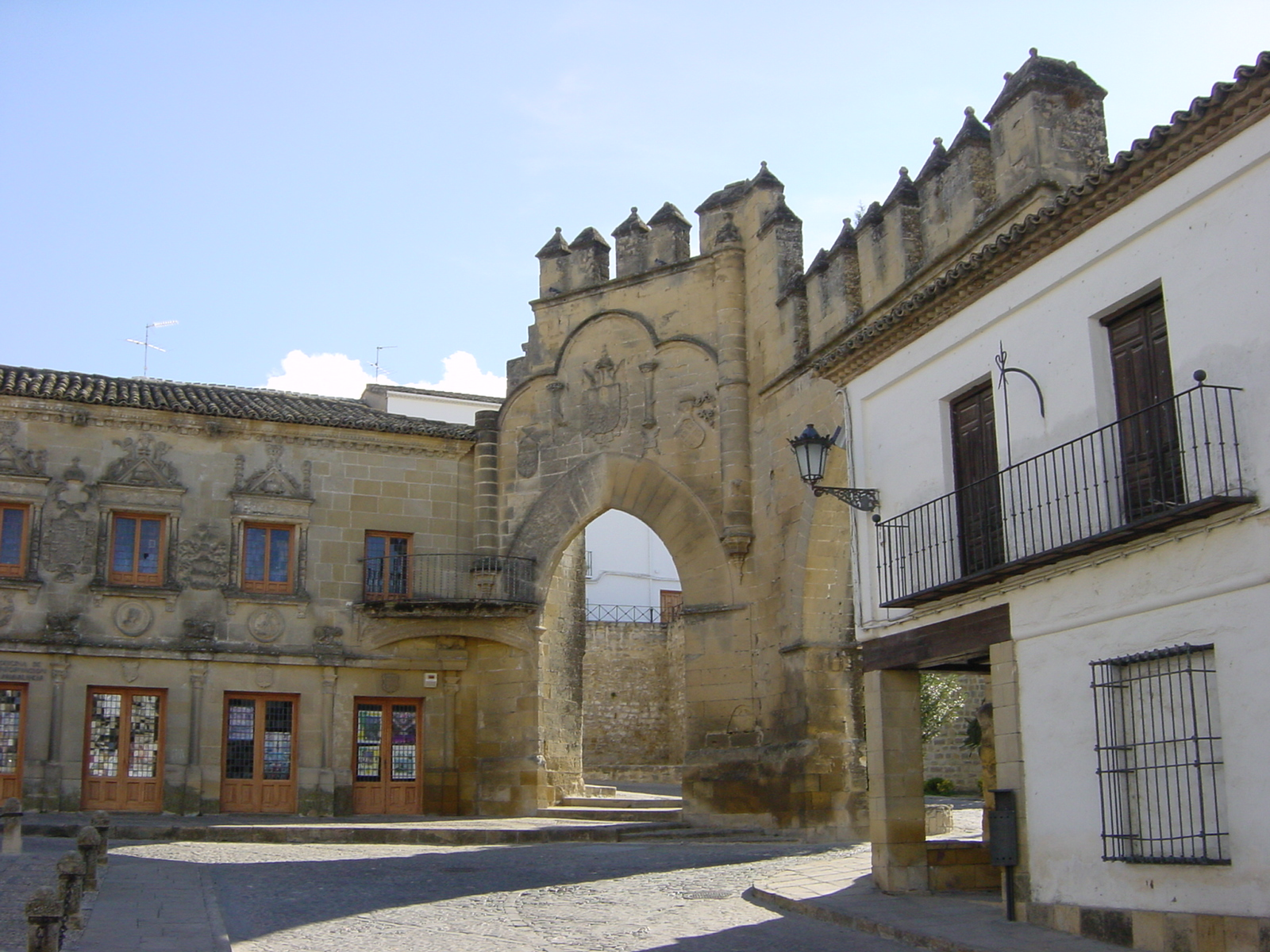
Porta de Xaém e arco de Villalar. Baeza

A Taifa de Baeza  foi um reino muçulmano que surgiu no Alandalus após a derrota do Califado Almóada pelos exércitos cristãos na batalha de Navas de Tolosa (1212). O seu único rei foi Al-Bayyasi, que foi executado por traição pelos almóadas na localidade cordovesa de Almodóvar del Río em 1226.

## História
Este reino taifa, que compreendia um território situado entre as atuais províncias espanholas de Xaém e Córdova, perdurou apenas entre 1224 e 1226. O seu único emir foi Abedalá ibne Maomé, o Baezano (Albaiaci, que foi vassalo de Fernando III de Leão e Castela, a quem apoiou em diversas campanhas contra outros reis muçulmanos.
Em 1225 o rei da taifa de Baeza entregou a Fernando III, entre outros, os castelos de Xaém, Andújar e Martos, embora alguns autores sustenham que tal entrega foi realizada em outro momento, encomendando a seguir o rei a posse, cujas rendas ascendiam a 50 000 maravedis afonsinos, das fortificações de Andújar e Martos a Álvaro Pérez de Castro "o Castelhano", ao mesmo tempo que na zona se assentavam tropas das Ordens de Santiago e de Calatrava, passando a tornar-se a localidade de Martos no centro do dispositivo cristão de defesa na zona.
A partir do momento no qual tomou posse de ambas fortificações, Álvaro Pérez de Castro começou a realizar incursões de devastação e saque nas terras que rodeavam os seus castelos e que permaneciam leais ao governador almóada de Sevilha, quem reuniu um exército com tropas recrutadas em Córdova, Sevilha, Jerez de la Frontera e Tejada, e que foi derrotado por Álvaro Pérez de Castro numa batalha campal na que ocasionou graves perdas aos almóadas, o que ocasionou que a maioria das vilas situadas entre Sevilha e Córdova, a fim de evitar os ataques cristãos, reconhecessem o rei de Baeza como seu senhor, pois era aliado do rei de Castela.
Pouco depois da sua vitória, os muçulmanos sitiaram e tomaram o castelo de Garcíez, no que se encontrava um cavaleiro chamado Martín Gordillo, apesar de Álvaro Pérez de Castro acudir no seu socorro. Porém, não chegou a hora de impedir que fora tomada pelos almóadas, o que provocou que Fernando III o Santo, acompanhado por vários magnatas e prelados se dirigisse para Andújar, o que surpreendeu Álvaro Pérez de Castro, que se encontrava na cidade de Córdova em companhia do rei taifa de Baeza. Uma vez reunidos o rei de Baeza e Fernando III em Andújar, acordaram que o de Baeza entregaria ao soberano castelhano outros três castelos, e que até lhe forem entregados o castelo de Baeza seria ocupado por tropas castelhanas, instalando-se nele a seguir os Maestres das Órdens de Santiago e de Calatrava, e enquanto isso, Fernando III sitiava a localidade de Capilla, situada na atual província de Badajoz, ao mesmo tempo que, no mês de julho de 1226, o rei de Baeza, era executado por traição pelo Califado Almóada na localidade cordovesa de Almodóvar del Río.
A execução do rei de Baeza provocou que o governador de Xaém atacasse a guarnição cristã do Alcácer de Baeza, a qual resistiu no interior do alcácer, apesar de os muçulmanos dominarem o restante da cidade. Apesar disso, o governador de Xaém, temente a que acudissem à zona reforços cristãos, abandonou a cidade sem sitiar o alcácer, provocando assim que a população muçulmana das localidades de Baeza, Martos e Andújar, entre outras, abandonassem as suas cidades em finais de 1226, ficando desocupada Baeza de muçulmanos no segundo semestre desse ano. Em 1227 Fernando III nomeou Lope Díaz de Haro tenente de Baeza, os primeiros povoadores cristãos começaram a chegar a Baeza, Andújar e Martos, enquanto nesta última a posse de Álvaro Pérez de Castro se viu reforçada pela presença de Tello Alfonso de Meneses, filho de Alfonso Téllez de Meneses e sobrinho de Tello Téllez de Meneses, bispo de Palência.